# William Vernon Harcourt (politiker)
Sir William George Granville Venables Vernon Harcourt, född den 14 oktober 1827, död den 1 oktober 1904, var en engelsk liberal politiker. Han var son till vetenskapsmannen William Vernon Harcourt och far till politikern Lewis Harcourt, 1:e viscount Harcourt.
Harcourt utbildade sig vid universitetet i Cambridge till jurist och slog sig sedan ned som praktiserande advokat i London, där han snart gjorde sig ett namn. 1859 sökte han förgäves att som liberal frilanspolitiker vinna inträde i underhuset. Först 1868, den han redan 1866 erbjudits en säker konservativ valkrets, invaldes Harcourt i parlamentet av Oxford, nu som partiansluten liberal. I rättsliga frågor och försvarsfrågor intog han gärna en radikal hållning, inte sällan i opposition mot partiledningen. I stort sett visade han redan från början en opportunistisk tendens.
1869 blev Harcourt utnämnd till professor i internationell rätt i Cambridge, dock med begränsad tjänstgöringsskyldighet, som han för övrigt förstod att ytterligare reducera. Harcourts talang och självständiga hållning gjorde William Ewart Gladstone benägen att knyta den uppmärksammade debattören närmare till regeringen. Sedan Harcourt avvisat ett tidigare anbud, accepterade han i november 1873 posten som solicitor general och upphöjdes traditionsenligt strax därefter till baronet. Nyvalen i januari 1974 gjorde dock att Gladstones regering fick ett snabbt slut. Harcourt fick dock sitt mandat förnyat och använde nu sin kritiska talang mot Benjamin Disraelis regering, i press, parlament och på agitationsmöten.  
Valen 1880 förde på nytt de liberala till makten, och Harcourt upptogs av Gladstone i den nya regeringen som inrikesminister. Som sådan genomdrev han en revision av jaktlagarna, en reform av Londons vattentillförsel, en mera modern behandling av ungdomsbrottsligheten med mera. Med hänsyn till oroligheterna på Irland måste Harcourt liksom många andra av sina föregångare föreslog tvångslagar för detta land, förslag, som trots en ihärdig obstruktion från irländarna antogs av parlamentet. I juni 1885 fälldes Gladstones andra regering, och Harcourt kom på nytt i oppositionsställning. Gladstone återkom dock i januari 1886, med Irlands självstyrelse som främsta programpunkt. Denna gång blev Harcourt finansminister.
Home rule-förlaget fällde dock av underhuset, och detta beslut godkändes av valmanskåren, varefter ministären avgick. Harcourt var nu särskilt verksam för att ena det i home rule-frågan splittrade liberala partiet. Hade Harcourt tidigare ofta varit kritisk och kylig mot Gladstone, blev samarbetet nu mycket gott. Allt oftare fick Harcourt biträda denne och fylla ledarskapets många förpliktelser. 1892 fick underhuset på nytt en liberal majoritet och Storbritannien en liberal regering. Harcourt blev även nu Gladstones finansminister i augusti 1893. Harcourt var ivrigt verksam för att föra ett nytt home rule-förslag igenom i underhuset, vilket också lyckades. Då överhuset emellertid fällde detta förslag och förändrade ett förslag till revision av kommunalstyrelsen, förde Harcourt ett hotfullt språk mot överhuset.
Strax efteråt i mars 1894 lämnade Gladstone regeringen, och det antogs allmänt att Harcourt skulle bli hans efterträdare. Drottning Victoria föredrog dock till Harcourt stora besvikelse lord Rosebery. Redan i juni 1895 led dock regeringen ett nederlag i underhuset, och de följande valen gav de konservativa en stor majoritet. Harcourt kämpade förgäves för en begränsning av överhusets makt och för skärpt nykterhetslagstiftning. Han blev slagen i sin egen valkrets och måste söka sitt mandat i en annan.
Som oppositionens ledare kritiserade han bland annat Cecil Rhodes och Leander Starr Jamesons politik i Sydafrika. Småningom utvidgades motsättningarna mellan Harcourt och Rosebery, och i oktober 1896 lämnade den sistnämnde ledarskapet för det liberala partiet. Harcourt var nu faktiskt partiets ledare, om det också fanns en frond av Roseberys anhängare. Harcourts uppmärksamhet drogs alltmera till de aktuella internationella affärerna. I december 1898 avsade han sig till allmän överraskning posten som liberalernas ledare i underhuset.
Fortfarande intog han dock en uppmärksammad ställning. Särskilt kritiserade han den konservativa regeringens politik i Sydafrika samt vissa protektionistiska tendenser inom det konservativa partiet. Som talare var Harcourt en av det samtida Storbritanniens allra främsta. Med juristens klara och fasta argumentering förenade han en ofta drastisk åskådlighet, ett kraftigt temperament och en förnämlig form.